# Anemia sideroblástica
La anemia sideroblástica es un trastorno en el que la médula ósea produce sideroblastos anillados en vez de glóbulos rojos sanos. Puede deberse a una alteración genética o ser una consecuencia indirecta  del síndrome mielodisplásico. Los niveles de hierro se encuentran elevados al igual que la hemosiderina, pero el metal no puede incorporarse a la hemoglobina, apareciendo los cuerpos de Papenheimer, inclusiones de hierro no hémico que se acumula en mitocondrias perinucleares. Al explorar preparaciones en el microscopio con tinción de azul de Prusia se observan varios puntos oscuros disgregados.

## Clasificación
Esta anemia se divide típicamente en subtipos sobre la base de su causa.  
- Anemia siderobástica hereditaria o congénita, pudiendo ser unida al cromosoma X[3] o ser autosómica.

| OMIM         | Nombre                                                               | Gen      |
| ------------ | -------------------------------------------------------------------- | -------- |
| OMIM2 300751 | Anemia sideroblástica unida a X (XLSA)                               | ALAS2    |
| OMIM2 301310 | Anemia sideroblástica con ataxia espinocerebelar (ASAT)              | ABCB7    |
| OMIM2 205950 | Anemia sideroblástica con recesivo piridoxina-refractaria autosómica | SLC25A38 |
| OMIM2 206000 | Anemia sideroblástica piridoxina-respuesta                           | ?        |

GLRX5 ha sido también implicada.
- Adquirida, o secundaria, esta anemia sideroblástica se desarrolla después de nacer, y dividida de acuerdo a su causa.